# Jablonové (Bratislava)
|  | No s'ha de confondre amb Jablonové (Žilina). |

Jablonové és un poble i municipi d'Eslovàquia que es troba a la regió de Bratislava, a l'extrem occidental del país, prop de la frontera amb Àustria.

## Història
La primera menció escrita de la vila es remunta al 1206.

## Demografia
| Godina             | 1994 | 2004   | 2014    | 2024    |
| ------------------ | ---- | ------ | ------- | ------- |
| Nombre de persones | 1027 | 1082   | 1206    | 1429    |
| Diferència         |      | +5,35% | +11,46% | +18,49% |

| Godina             | 2023 | 2024   |
| ------------------ | ---- | ------ |
| Nombre de persones | 1419 | 1429   |
| Diferència         |      | +0,70% |